# Nuoto ai campionati europei di nuoto 2018 - 200 metri misti femminili
La gara dei 200 metri misti femminili degli Europei 2018 si è svolta il 7 e 8 agosto 2018. Al mattino del 7 agosto si sono svolte le batterie e nel pomeriggio le semifinali, mentre la finale si è disputata nel pomeriggio dell'8 agosto.

## Podio
| Pos.    | Atleta          | Nazione  |
| ------- | --------------- | -------- |
| Oro     | Katinka Hosszú  | Ungheria |
| Argento | Ilaria Cusinato | Italia   |
| Bronzo  | Maria Ugolkova  | Svizzera |

## Record
Prima della manifestazione il record del mondo (RM), il record europeo (EU) e il record dei campionati (RC) erano i seguenti:
|  | 2'06"12 | Katinka Hosszú | 3 agosto 2015 Kazan'  |
|  | 2'06"12 | Katinka Hosszú | 3 agosto 2015 Kazan'  |
|  | 2'07"30 | Katinka Hosszú | 19 maggio 2016 Londra |

Durante la competizione non sono stati migliorati record.

## Risultati

### Batterie
| Pos. | Batteria | Corsia | Atleta                 | Nazionalità | Tempo   | Note |
| ---- | -------- | ------ | ---------------------- | ----------- | ------- | ---- |
| 1    | 4        | 4      | Katinka Hosszú         | Ungheria    | 2'11"09 | Q    |
| 2    | 3        | 4      | Siobhan-Marie O'Connor | Regno Unito | 2'11"39 | Q    |
| 3    | 3        | 5      | Maria Ugolkova         | Svizzera    | 2'12"43 | Q    |
| 4    | 2        | 3      | Aimee Willmott         | Regno Unito | 2'12"64 | Q    |
| 5    | 2        | 4      | Ilaria Cusinato        | Italia      | 2'12"98 | Q    |
| 6    | 4        | 3      | Zsuzsanna Jakabos      | Ungheria    | 2'13"37 | Q    |
| 7    | 3        | 6      | Fantine Lesaffre       | Francia     | 2'13"44 | Q    |
| 8    | 4        | 5      | Hannah Miley           | Regno Unito | 2'13"60 |      |
| 9    | 4        | 2      | Abbie Wood             | Regno Unito | 2'13"65 |      |
| 10   | 4        | 1      | Anja Crevar            | Serbia      | 2'14"29 | Q    |
| 11   | 4        | 6      | Viktoriya Andreyeva    | Russia      | 2'14"91 | Q    |
| 12   | 4        | 7      | Evelyn Verrasztó       | Ungheria    | 2'15"04 |      |
| 13   | 3        | 1      | Barbora Závadová       | Rep. Ceca   | 2'15"17 | Q    |
| 14   | 2        | 5      | Julija Efimova         | Russia      | 2'15"35 | Q, r |
| 15   | 3        | 2      | Cyrielle Duhamel       | Francia     | 2'15"41 | Q    |
| 16   | 2        | 7      | Anastasya Gorbenko     | Israele     | 2'15"49 | Q    |
| 17   | 2        | 2      | Dalma Sebestyén        | Ungheria    | 2'15"53 |      |
| 18   | 2        | 6      | Viktoriya Zeynep Güneş | Turchia     | 2'15"72 | Q    |
| 19   | 4        | 8      | Carlotta Toni          | Italia      | 2'15"91 | Q    |
| 20   | 3        | 3      | Sara Franceschi        | Italia      | 2'16"16 |      |
| 21   | 4        | 0      | Kristýna Horská        | Rep. Ceca   | 2'16"50 | Q    |
| 22   | 3        | 0      | Nikoletta Pavlopoulou  | Grecia      | 2'17"27 | Q    |
| 23   | 3        | 7      | Anna Pirovano          | Italia      | 2'18"12 |      |
| 24   | 2        | 0      | Paula Żukowska         | Polonia     | 2'18"16 |      |
| 25   | 2        | 1      | Victoria Kaminskaya    | Portogallo  | 2'18"88 |      |
| 26   | 1        | 4      | Lisa Mamie             | Svizzera    | 2'19"67 |      |
| 27   | 2        | 9      | Vilma Ruotsalainen     | Finlandia   | 2'19"94 |      |
| 28   | 3        | 9      | Shahar Menahem         | Israele     | 2'19"98 |      |
| 29   | 1        | 3      | Margaret Markvardt     | Estonia     | 2'21"10 |      |
| 30   | 4        | 9      | Niamh Kilgallen        | Irlanda     | 2'21"97 |      |
| 31   | 2        | 8      | Lea Polonsky           | Israele     | 2'22"47 |      |
| 32   | 1        | 6      | Nikoleta Trníková      | Slovacchia  | 2'23"17 |      |
| -    | 1        | 5      | Cornelia Pammer        | Austria     | -       | DNS  |
| -    | 3        | 8      | Jenna Laukkanen        | Finlandia   | -       | DNS  |

### Semifinali

#### Semifinale 1
| Pos. | Corsia | Atleta                 | Nazionalità | Tempo   | Note |
| ---- | ------ | ---------------------- | ----------- | ------- | ---- |
| 1    | 4      | Siobhan-Marie O'Connor | Regno Unito | 2'09"80 | Q    |
| 2    | 3      | Zsuzsanna Jakabos      | Ungheria    | 2'12"96 | Q    |
| 3    | 5      | Aimee Willmott         | Regno Unito | 2'13"09 | Q    |
| 4    | 6      | Anja Crevar            | Serbia      | 2'14"05 |      |
| 5    | 2      | Barbora Závadová       | Rep. Ceca   | 2'14"25 |      |
| 6    | 1      | Carlotta Toni          | Italia      | 2'14"87 |      |
| 7    | 7      | Anastasya Gorbenko     | Israele     | 2'16"84 |      |
| 8    | 8      | Nikoletta Pavlopoulou  | Grecia      | 2'16"85 |      |

#### Semifinale 2
| Pos. | Corsia | Atleta                 | Nazionalità | Tempo   | Note |
| ---- | ------ | ---------------------- | ----------- | ------- | ---- |
| 1    | 4      | Katinka Hosszú         | Ungheria    | 2'10"49 | Q    |
| 2    | 3      | Ilaria Cusinato        | Italia      | 2'10"77 | Q    |
| 3    | 5      | Maria Ugolkova         | Svizzera    | 2'11"41 | Q    |
| 4    | 1      | Viktoriya Zeynep Güneş | Turchia     | 2'12"73 | Q    |
| 5    | 6      | Fantine Lesaffre       | Francia     | 2'13"13 | Q    |
| 6    | 2      | Viktoriya Andreyeva    | Russia      | 2'15"56 |      |
| 7    | 8      | Kristýna Horská        | Rep. Ceca   | 2'15"69 |      |
| 8    | 7      | Cyrielle Duhamel       | Francia     | 2'16"61 |      |

### Finale
| Pos. | Corsia | Atleta                 | Nazionalità | Tempo   | Note |
| ---- | ------ | ---------------------- | ----------- | ------- | ---- |
|      | 5      | Katinka Hosszú         | Ungheria    | 2'10"17 |      |
|      | 3      | Ilaria Cusinato        | Italia      | 2'10"25 |      |
|      | 6      | Maria Ugolkova         | Svizzera    | 2'10"83 |      |
| 4    | 4      | Siobhan-Marie O'Connor | Regno Unito | 2'10"85 |      |
| 5    | 8      | Fantine Lesaffre       | Francia     | 2'11"71 |      |
| 6    | 2      | Viktoriya Zeynep Güneş | Turchia     | 2'12"17 |      |
| 7    | 1      | Aimee Willmott         | Regno Unito | 2'13"13 |      |
| 8    | 7      | Zsuzsanna Jakabos      | Ungheria    | 2'13"37 |      |